# Eberspächer
Eberspächer GmbH & Co. KG  är ett tyskt företag med huvudkontor i Esslingen am Neckar. Företaget är en internationell  leverantör för avgasteknik, fordonsvärmare och klimatsystem för bussar och är dessutom engagerat inom fordonselektronik samt automobila bussystem för elektronisk integrering i fordon. 